# Buibui cyrtata
Espèce
Buibui cyrtata est une espèce d'araignées aranéomorphes de la famille des Cyatholipidae.

## Distribution
Cette espèce est endémique du Nord-Kivu au Congo-Kinshasa. Elle se rencontre dans le Rwenzori.

## Description
Le mâle holotype mesure 2,47 mm et la femelle paratype 2,64 mm.

## Systématique et taxinomie
Cette espèce a été décrite par Griswold en 2001.

## Publication originale
- Griswold, 2001 : « A monograph of the living world genera and Afrotropical species of cyatholipid spiders (Araneae, Orbiculariae, Araneoidea, Cyatholipidae). » Memoirs of the California Academy of Sciences, vol. 26, p. 1-251 (texte intégral).